# سیتوکالاسین بی
سیتوکالاسین بی (به انگلیسی: Cytochalasin B) با فرمول شیمیایی C۲۹H۳۷NO۵ یک ترکیب شیمیایی است.